# Liburner

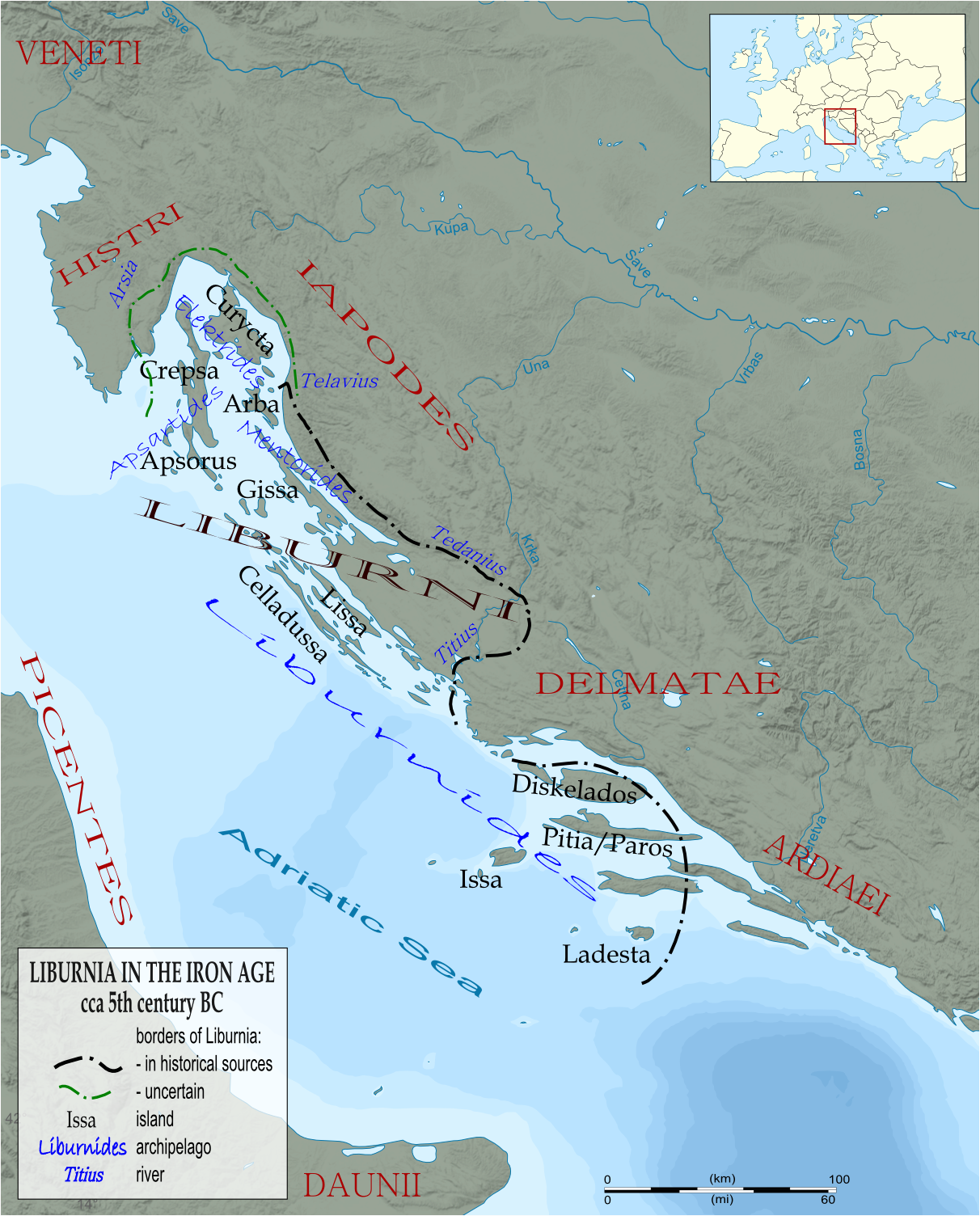
Ungefähre Grenzen des Gebietes der Liburner im 5. Jahrhundert v. Chr.

Die Liburner waren ein illyrischer Volksstamm. Ihr Siedlungsgebiet lag am östlichen Ufer der Adria in Liburnien in der Gegend von Iader (heutiges Zadar) und erstreckte sich in etwa vom Fluss Krka im Süden bis zur Kvarner-Bucht im Norden. Im Süden waren ihre Nachbarn die Delmaten, im Norden die Veneter und Histrier, im Nordosten die Japoden.

## Geschichte
Die Liburner waren in der Antike als tüchtige Seefahrer bekannt und auch als Piraten gefürchtet. Sie entwickelten den leichten Typ eines Ruderschiffs, die nach ihnen benannte Liburne, die später auch von der römischen Flotte verwendet wurde.
Mit der Entstehung griechischer Kolonien auf den dalmatinischen Inseln machte sich auch bei den Liburnern seit dem 5. Jahrhundert v. Chr. der kulturelle Einfluss der Griechen bemerkbar.
Im 2. Jahrhundert v. Chr. gerieten die Liburner unter römischen Einfluss. Während Caesars Statthalterschaft über Gallien und Illyrien verloren sie ihre Autonomie und wurden fester in das Imperium eingebunden. Im Bürgerkrieg konnte Cäsar auf ein Kontingent liburnischer Schiffe aus Iader zurückgreifen. Die Liburner beteiligten sich am illyrischen Aufstand (9 v. Chr.), der von Augustus niedergeschlagen wurde; danach wurde das liburnische Gebiet in die Provinz Dalmatia eingegliedert.
Noch unter Augustus wurde eine Auxiliareinheit, die Cohors I Liburnorum aus diesem Volksstamm aufgestellt.

## Sprache
Von der liburnischen Sprache sind nur einige Toponyme überliefert, anhand derer einige Sprachwissenschaftler eine Verwandtschaft des Liburnischen mit der venetischen Sprache zu erkennen glauben.